# 岩手村 (愛知県)
岩手村（いわてむら）は、愛知県丹羽郡にかつてあった村（町村制施行前の村）。
現在の扶桑町山那、小淵にあたる。

## 歴史
この岩手村に人が住み着いたのはいつの頃か分からないが、古くは慶長年間（1600年頃）に岩手村の名がある。1727年（享保12年）の『木曽川通絵図』には、一つの島として書かれ、独立した村となっている。
『寛文村々覚書』では「畑七反五畝一一歩」。『尾張徇行記』には「戸数六、人口二七、馬なし」と書かれている小さな村であった。
1607年（慶長12年）、御囲堤の築堤の折、堤の外へ取り残され洪水の心配が一段と大きくなり、村人は水害から逃れようと堤内に移住し、明治初年ごろには無住の村となった。村にあった神明社は小淵の神明社に合祀された。

## 沿革
- 1872年（明治4年） - 北山名村と合併し、山那村となる。
- 1889年（明治22年）10月1日 - 山那村と南山名村が合併。山名村発足。
- 1906年（明治39年）10月1日 - 豊国村、高雄村の一部、柏森村の一部と合併し、扶桑村発足。同日山名村は廃止。

## 地理

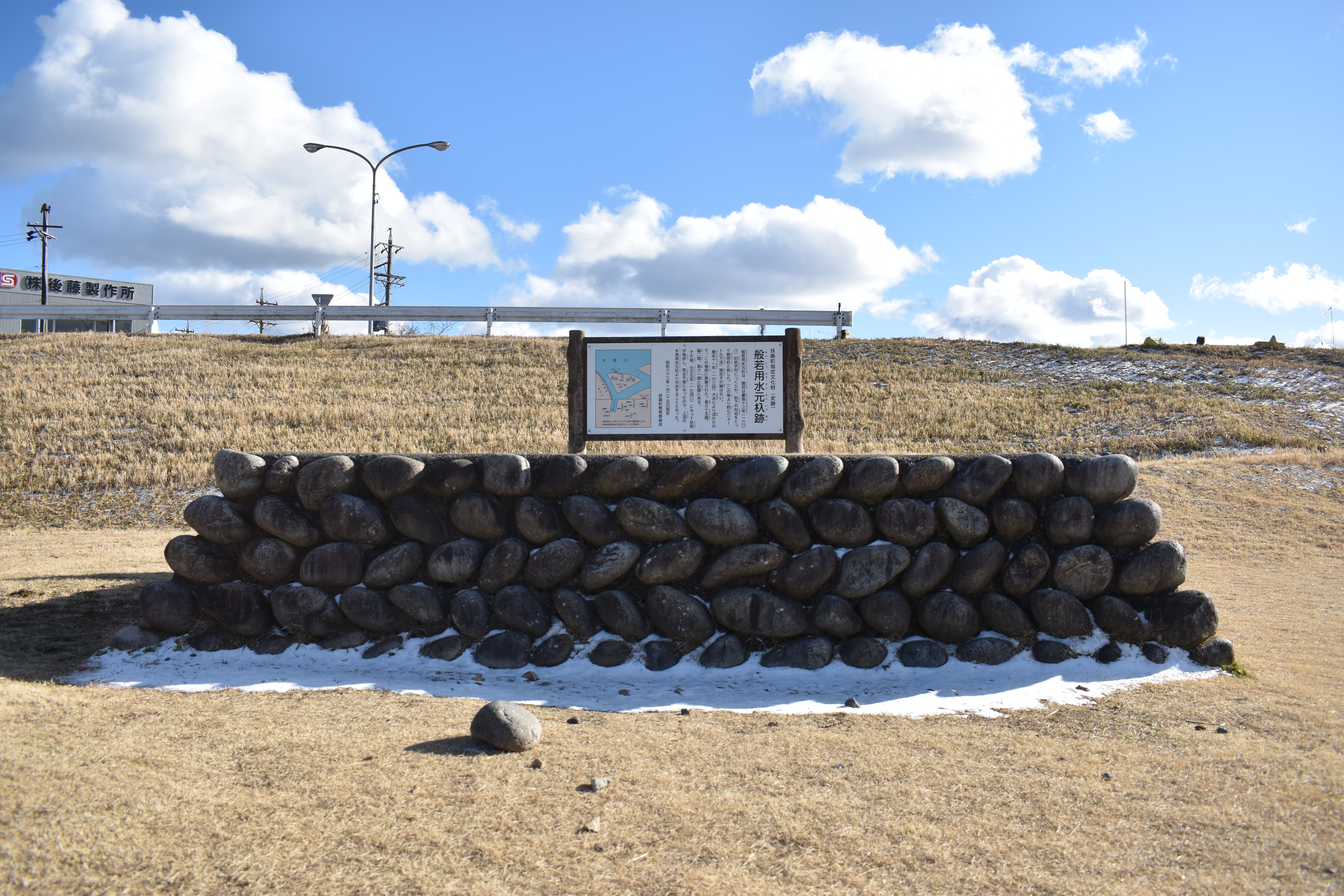
般若用水元杁跡

岩手村は扶桑の北端にあった村である。現在は住人はなく、石塁（猿尾）が200余m残っている。村の中心とみられるところに塚があり、イロハモミジの大木が茂って、弁財天、地蔵を祭った小祠がある。木曽川増水の際は村民の緊急避難場所になったと言われている。この塚は扶桑町文化財（史跡）に指定されている。1982年（昭和57年）1月指定。現在塚に続く平地は畑で、一部は木曽川扶桑緑地公園となっている。
『天保村絵図』をみると、村の中央に御幸通りがあり、堤防道もある。面積は小さいが神社（神明宮）や寺（薬師寺）もあった。
岩手村には旧般若用水元杁があり、杁跡付近には堀場の地名が残っていた。扶桑町文化財（史跡）。尾張最古の元杁である。現在の場所は1634年（寛永11年）以後のもので、それ以前は約70m下流にあった。また、塚の東の畑には1979年（昭和54年）頃まで井戸が一基残っていた。

## 地名の由来
『尾張地名考』に、岩手の「手」は当て字で、元は「出」であろう。対岸の伊木に岩が猿尾のように川へ突き出ている所があり、岩出と呼ぶ。村の様子と似ているのでここも岩出のものであろう（大意）と書かれている。

## 文化財
- 般若用水元杁跡[2]
- 旧岩手村跡の塚[3]

木曽川扶桑緑地公園の遊具広場のすぐ北、江南市の境界近くにある。イロハモミジも町文化財（天然記念物）に指定されていたが、台風で枝が折れて樹勢がなくなり、2019年9月に指定を解除された。説明板では大きさは「県内でも屈指」とされ、他の町資料によると高さ26m、幹の周囲2.6mもあったとされる。